# DShK
A DShK 1938 (em russo: ДШК, Дегтярёва-Шпагина Крупнокалиберный, Degtyaryova-Shpagina Krupnokaliberny, 'Degtyaryov-Shpagin Large-Calibre') é uma metralhadora pesada soviética de calibre 12,7x108mm. A DShK também foi usada pela infantaria, sendo montada em duas rodas dado o seu peso de 34kg. A sua designação tem origem nos criadores de armas Vasily Degtyaryov, que desenhou a arma original, e Georgi Shpagin, que desenvolveu e melhorou o mecanismo das munições.

## Especificações
A DShK é uma metralhadora alimentada por fita que dispara o cartucho 12,7×108mm. Disparando 600 tiros por minuto, tem um alcance efetivo de 2,4 km e pode penetrar até 20 mm de blindagem em um alcance de 500 m. É usada pela infantaria em tripés ou implantada com uma montagem de duas rodas e um escudo de placa de blindagem de folha única. Também é montada em tanques e veículos blindados para uso contra infantaria e aeronaves; quase todos os tanques projetados na Rússia antes do T-64 usam a DShK.